# 旗帜报 (肯尼亚)
《旗帜报》（英語：The African Standard）是非洲一家有影响力的报刊，也是肯尼亚最大的报纸之一，占有该国48％的市场份额。作为肯尼亚最古老的报纸，该报创刊于1902年，原名《非洲旗帜报》。现由旗帜集团（The Standard Group）所有，总部位于内罗毕。

## 官方网站
- The Standard （页面存档备份，存于）